# 钁

钁

钁是中国古代的一种农具。战国时期，钁就是耕地的主要农具。钁属于锄类，但器形较大，常用于深挖土地。